# Jaskinia Borsucza (Wąwóz Podskalański)
Jaskinia Borsucza, Jaskinia Borsucza w Podskalanach – jaskinia w Borsuczej Skale w Wąwozie Podskalańskim na Wyżynie Olkuskiej będącej częścią Wyżyny Krakowsko-Częstochowskiej. Znajduje się w północno-wschodniej części wsi Tomaszowice w województwie małopolskim, w powiecie krakowskim, w gminie Wielka Wieś.

## Opis jaskini
Główny otwór (wylot jaskini) znajduje się w odległości około 100 m od asfaltowej drogi, tuż po lewej stronie koryta potoku Wędonka. Jest widoczny z gruntowej drogi prowadzącej przez Wąwóz Podskalański.
Wylot jaskini ma postać rury i jest wyższy od człowieka. Często jego dnem spływa strumyk wody. Po 5 m jednak korytarz staje się tak ciasny, że tylko z trudem można się nim przecisnąć do rozwidlenia. Od rozwidlenia ku górze odchodzi pionowy komin. Za rozwidleniem prawy korytarz znów staje się wyższy, nieco podnosi się w górę i po 10 m wychodzi na zewnątrz skały niewielkim oknem. Lewy, poziomy korytarz prowadzący w głąb skały ma gładkie ściany i jest dość wysoki. Po 6 m znajduje się w nim zwężenie, za nim korytarz skręca w prawo, po 4 m stromo opada w dół, natomiast jego strop podnosi się. Dalszy ciąg tworzą dwie poziome i wąskie jamy; prawa o skalistym dnie jest nieco szersza, lewa jest zatkana gliną i kamieniami. Zazwyczaj miejsce to jest wilgotne lub zalane wodą. Występuje w nim silny przewiew.
Jaskinia powstała w wapieniach jury późnej i ma podwójne pochodzenie; część od rozwidlenia do otworu wylotowego jest pochodzenia krasowego (tą częścią dawniej przepływał potok Wędonka), pozostała część powstała na szczelinie. Pojawiająca się w jaskini woda wskazuje, że nadal przez jaskinie przepływają wody podziemne. Namulisko jest kamieniste tylko w końcowym odcinku, poza tym przeważnie dno pokrywa przyniesiona przez zwierzęta trawa.
Jaskinia jest oświetlona tylko na krótkich odcinkach przy otworze wylotowym i oknie skalnym. Nacieków brak, jedynie przy otworze wylotowym występują grzybki skalne. Jaskinia ma własny, dość stały mikroklimat, zwłaszcza w najdalszych od otworu wylotowego odcinkach. Brak w niej roślin, nawet przy otworze wylotowym. Ze zwierząt obserwowano kosarze, motyle, pająki Porrchomma i muchówki.

## Historia badań i eksploracji
Jaskinia jest znana od dawna, rzadko jednak jest zwiedzana ze względu na mokre dno i ciasny odcinek wymagający czołgania się. W ostatnich latach ciasne przewężenie jaskini zostało nieco rozszerzone, świadczą o tym świeże wykopy, oraz wiadra i łopaty. W latach 1879–1882 prowadził w niej badania archeologiczne Gotfryd Ossowski, najprawdopodobniej jednak tylko w korytarzu przy otworze wylotowym. W 1981 r. Sanocka-Wołoszynowa badała florę pajęczaków.
M. Bąk podaje, że w 1997 r. w otworze jaskini miejscowa ludność spaliła dużo opon samochodowych, aby wytępić kryjące się w jaskini lisy. Z punktu widzenia ludności akcja udała się, M. Bąk pisze, że znalazł w jaskini 17 sztuk rozkładających się lisów i 6 nietoperzy (podkowców). Spowodowało to jednak nieodwracalną dewastację nalotów jaskiniowych, ściany pokryły się bowiem dużą ilością sadzy i wnętrze jaskini jest całkowicie czarne. Obecnie na dnie jaskini za przewężeniem występuje świeża warstwa trawy, w niektórych miejscach osiągająca grubość kilkunastu cm. Świadczy to o tym, że do jaskini znów wprowadziły się lisy lub borsuki.
Po raz pierwszy dokładnie opisał jaskinię i sporządził jej plan Kazimierz Kowalski w 1951 r. We wrześniu 2015 r. jaskinię pomierzył Adam Polonius i sporządził jej aktualny plan.

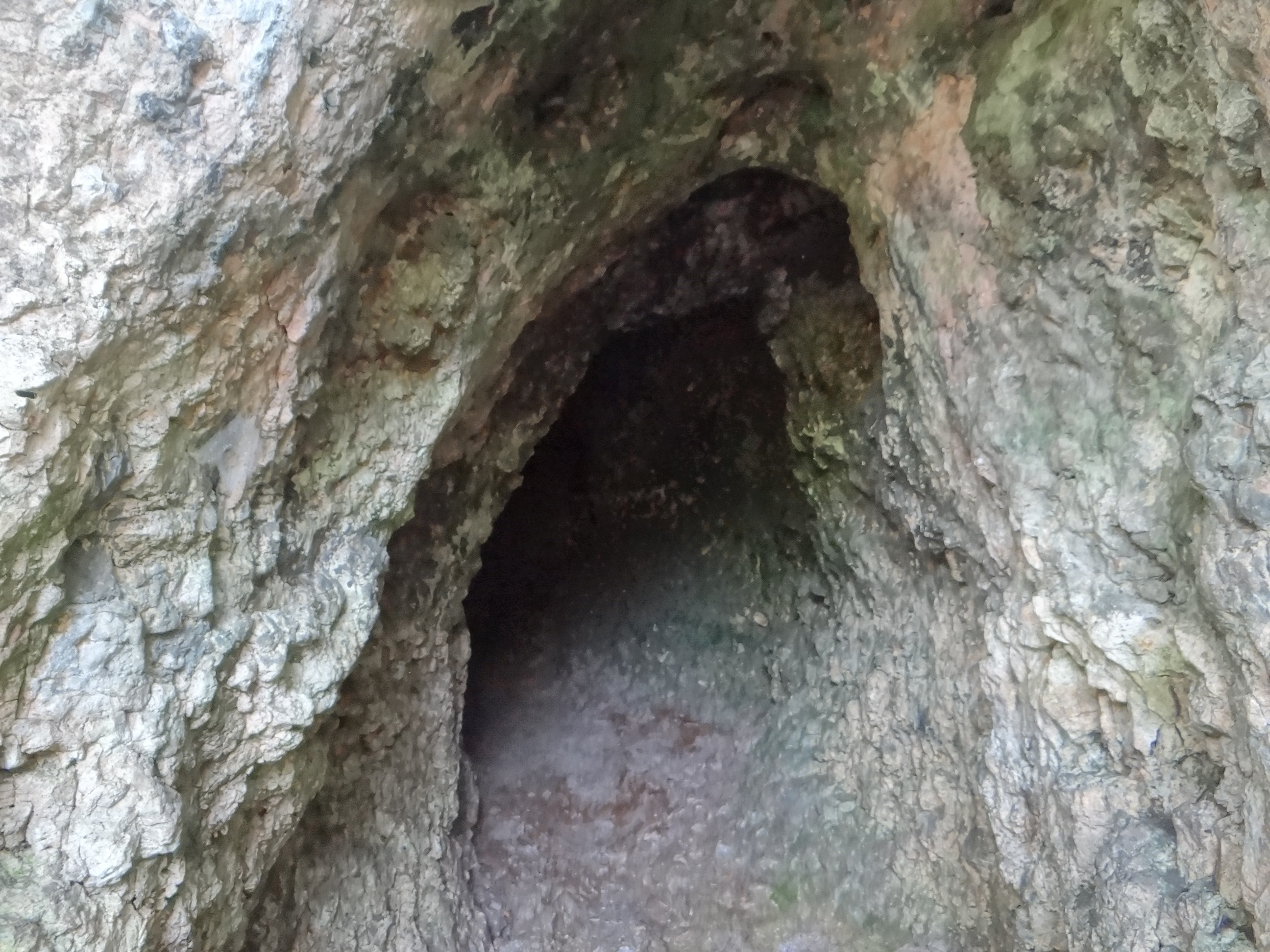
Korytarz Jaskini Borsuczej za otworem wylotowym

## Jaskinie i schroniska w Wąwozie Podskalańskim
- Jaskinia Borsucza,
- Lisia Jama,
- Okap z Rurą,
- Schronisko Drugie,
- Schronisko pod Kamieniami w Szczelinie,
- Schronisko Wilczy Skok[6].